# El truco del manco
Pour plus de détails, voir Fiche technique et Distribution.
El truco del manco est un film espagnol réalisé par Santiago Zannou, sorti en 2008.

## Synopsis
Quique Heredia, dit « Cuajo », est un gitan payo, atteint de paralysie cérébrale et arnaqueur à ses heures. Il convainc son ami Adolfo de monter un studio de musique.

## Fiche technique
- Titre : El truco del manco
- Réalisation : Santiago Zannou
- Scénario : Santiago Zannou et Iván Morales
- Musique : Woulfrank Zannou
- Photographie : Albert Pascual
- Montage : Jaume Martí
- Production : Aitana de Val et Luis de Val (producteurs délégués)
- Société de production : Media Films, Televisión Española et Fernando Colomo Producciones Cinematográficas
- Pays :  Espagne
- Genre : Drame
- Durée : 84 minutes
- Dates de sortie : 
  -  Espagne : 21 septembre 2008 (festival international du film de Saint-Sébastien), 16 juin 2009

## Distribution
- El Langui : Cuajo
- Ovono Candela : Adolfo
- Javier I. Bustamante : Chacho
- Elio Toffana : Galleta
- Mala Rodríguez : Tsunami
- Juan Navarro : Marquitos
- Joaquín Mbomio : Moisés
- Fanny Gatibelza : Cristina
- Alicia Orozco : la mère de Cuajo
- Abdelali El Aziz : Mohamed
- Soufianne Ouaarab : Abdel
- Rubén Castro : Santos
- Amadou Mactar : Gurú
- Diego Carrasco : Jesús

## Distinctions
Lors de la cérémonie des Goyas 2009, le film a été nommé pour trois prix Goya et les a remporté : meilleur nouveau réalisateur, meilleur espoir masculin pour El Langui et meilleure chanson.